# Graham Harrell
(en) Statistiques sur pro-football-reference
Graham Harrell (né le 22 mai 1985 à Brownwood au Texas) est un joueur américain de football américain.

## Enfance
Graham commence à jouer au football américain à l'Ennis High School à Ennis en 2001. Il devient le quarterback titulaire de l'équipe pendant trois saisons. Il joue lors du Oil Bowl 2004, recevant le titre de MVP du match à l'attaque. Il bat de nombreux records dans son lycée pendant cette période de trois ans.

## Carrière

### Université
En 2004, il joue comme remplaçant de l'équipe avant de jouer ses premiers matchs en 2005 après la blessure de Cody Hodges. Il commence vraiment sa carrière en 2006 en totalisant sur une saison 4 555 yards à la passe.
Le 27 septembre 2007, il est choisi comme meilleur joueur de la semaine sur tous les États-Unis. Le 11 octobre 2007, il est récompensé de la même distinction. Lors de la même saison, il remporte le Sammy Baugh Trophy et s'inscrit comme le meilleur passeur au niveau universitaire de la saison. Il devient le troisième quarterback de l'université à recevoir ce trophée après Kliff Kingsbury en 2002 et B. J. Symons en 2003.
Avant le début de la saison 2008, Harrell est nommé comme favori au Trophée Heisman par CBS Sports ainsi que son coéquipier Michael Crabtree. En outre, il est inscrit sur la liste de nombreuses récompenses. Lors de cette dernière année, il remporte le Johnny Unitas Golden Arm Award ainsi que le titre de AT&T All-America Player of the Year par les fans. Il finit à la quatrième place du Trophée Heisman.

### Professionnel
Malgré ses performances en NCAA, Harrell n'est sélectionné par aucune franchise lors du draft de la NFL de 2009. Il signe donc un contrat de deux ans, plus un an en option avec les Roughriders de la Saskatchewan évoluant en Ligue canadienne de football. Il est remercié par les Roughriders le 22 avril 2010 sans avoir joué de match officiel.
Graham signe avec les Packers de Green Bay évoluant en NFL le 19 mai 2010. Il est remercié par les Packers après les matchs de pré-saison le 4 septembre 2010 mais est repêché en équipe d'entraînement le lendemain. Le 18 décembre, il rejoint l'équipe active après la blessure d'Aaron Rodgers.